# Триполі (муніципалітет)
32°54′0″ пн. ш. 13°11′0″ сх. д. / 32.90000° пн. ш. 13.18333° сх. д.
Триполі — муніципалітет в Лівії. Адміністративний центр — місто Триполі. Населення — 1 065 405(2006). На півночі омивається водами Середземного моря.